# Pakaprovcovití
Pakaprovcovití (Catostomidae) je čeleď sladkovodních máloostných ryb, jejíž zástupci obývají Čínu, severovýchodní Sibiř a Severní Ameriku.

## Charakteristika
Pakaprovcovití připomínají vzhledem kaprovité ryby. Mají nápadně tlustém masité pysky. V tlamě se nachází 16 a více zubů v jedné řadě. Živí se při dně. Třou se na jaře a v létě, typicky u kamenitého dna nebo mezi vodními rostlinami. Samcům v době tření vyrůstá třecí vyrážka. Většina druhů dorůstá do 60 cm, někteří zástupci mohou dorůstat až k 1 m.

## Systematika
K pakaprovcovitým se řadí kolem 80 druhů ryb, které v češtině nesou názvy pakaprovec, rezatka a kaprovec:

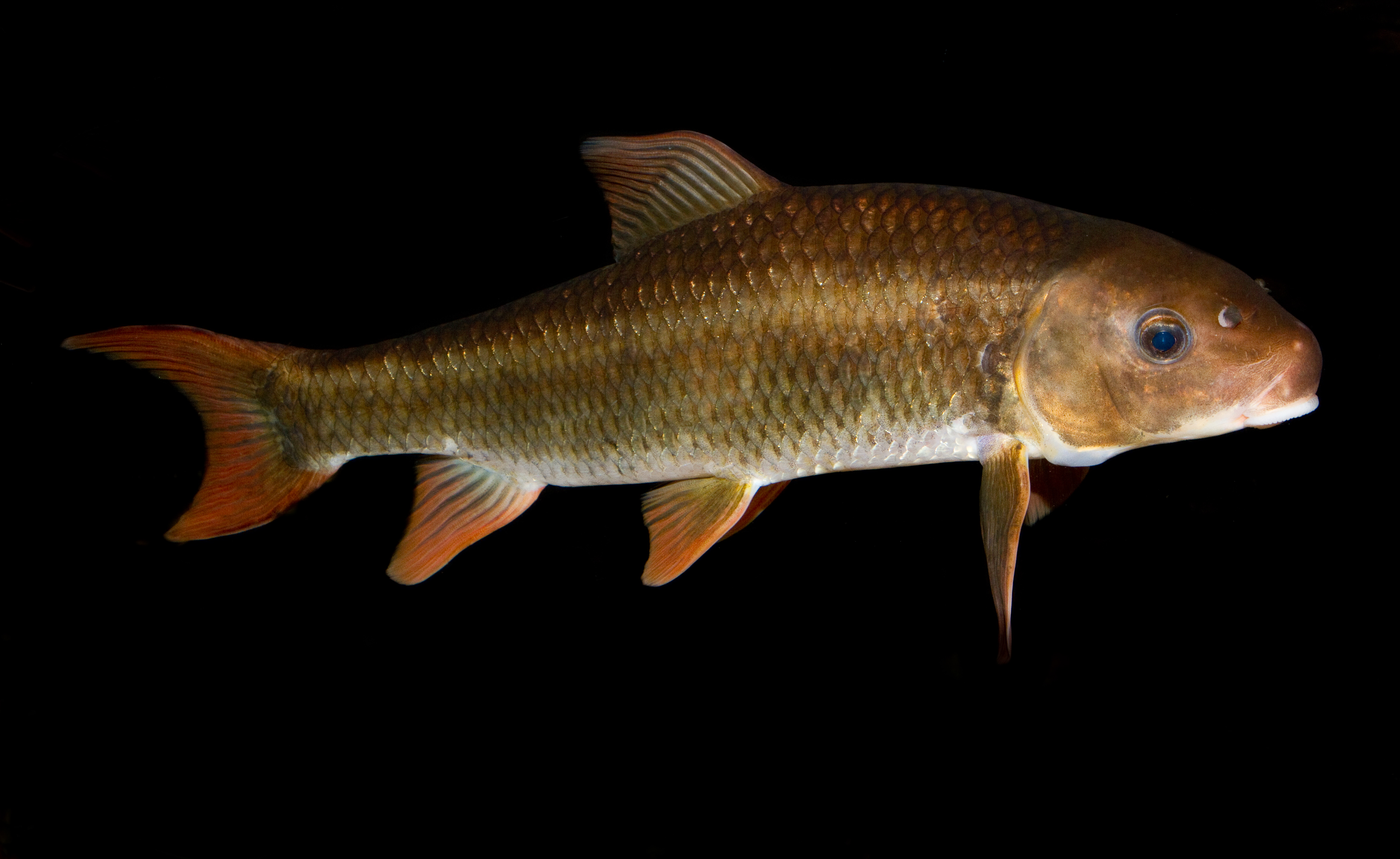
pakaprovec maloploutvý (Moxostoma robustum)

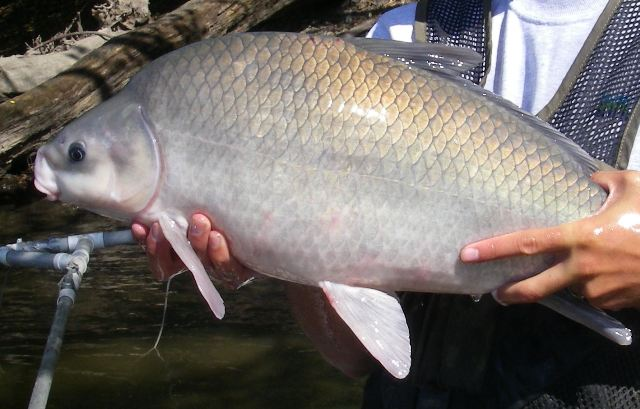
kaprovec maloústý (Ictiobus bubalus)

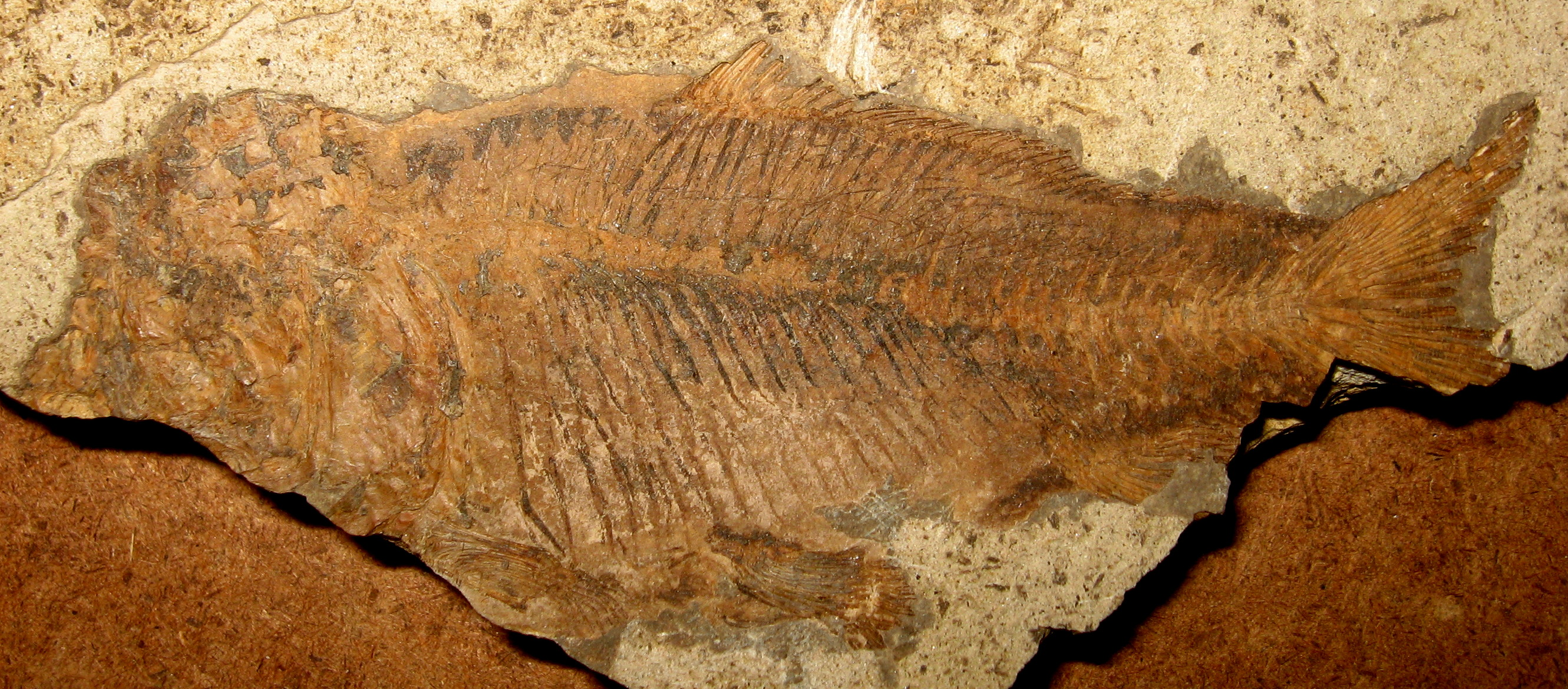
Amyzon aggregatum (fosilie)

- podčeleď Catostominae
  - tribus Catostomini
    - rod Catostomus
    - rod Chasmistes
    - rod Deltistes
    - rod Xyrauchen

  - tribus Erimyzoninae
    - rod Erimyzon
    - rod Minytrema

  - tribus Thoburniinae
    - rod Hypentelium
    - rod Thoburnia

  - tribus Moxostomatini
    - rod Moxostoma
- podčeleď Cycleptinae
  - rod Cycleptus
- podčeleď Ictiobinae
  - rod †Amyzon
  - rod Carpiodes
  - rod Ictiobus
- podčeleď Myxocyprininae
  - rod Myxocyprinus

Vyhynulé rody

- - † Jianghanichthys
  - † Plesiomyxocyprinus
  - † Vasnetzovia